# Studio 100
Studio 100 es una empresa productora de televisión flamenca, dedicada principalmente a producir series de televisión, Música, películas, cómics y productos. Tiene cinco parques de atracciones y cuatro bandas de música.

## Historia
Studio 100 fue fundado en 1996 por Gert Verhulst, Danny Verbiest y Hans Bourlon; quienes ya se habían reunido antes en la producción del programa Samson en Gert.
Después de su inicio, decidió crear otro programa además de Samson en Gert, y se decidió crear Kabouter Plop, transmitido por vtm desde 1997.
En 1999, Studio 100 se expandió significativamente. Cuatro nuevos proyectos fueron lanzados: un musical, una película y dos programas de televisión. Para el musical y la película se solicitó apoyo financiero a vtm. En octubre del mismo año, Studio 100 y VMMa anunciaron su incorporación al parque de atracciones Plopsaland.
En 2000, Studio 100 anunció que se haría cargo de la banda K3.
Danny Verbiest anunció en 2005 que ya no haría el papel de Samson en Samson en Gert, y poco tiempo después anunció su salida de Studio 100. En los años siguientes, fueron creados nuevos programas como Piet Piraat, Mega Mindy, La casa de Anubis, entre otros.
En 2007, Studio 100 comenzó a exportar algunas de sus producciones a otros países. Wir 3 (una copia de K3) se introdujo en Alemania e ingresó en listas musicales. Fred & Samson, la versión francesa/alemana de Samson en Gert inició a transmitirse en Club RTL. Bumba fue otro título exportado a países como Canadá e Israel.
En el mismo año, Studio 100 compró Flying Bark Productions, y creó Master Raindrop.
En 2008, Studio 100 compró los derechos de éxitos extranjeros como La abeja Maya y Pippi Långstrump, y coprodujo el concurso de televisión educativo Kerwhizz junto a CBeebies.

## Sedes
Las sedes de Studio 100 están en Schelle y Londerzeel. Studio 100 tiene acceso a los mayores estudios de grabación de Bélgica. Frecuentemente, grandes eventos tienen lugar allí, como las preselecciones para el Festival de la Canción de Eurovisión.
El estudio holandés de Studio 100 se encuentra en Hilversum.

## Producciones

### Programas de televisión
| Título                       | Apoyado por                            |
| ---------------------------- | -------------------------------------- |
| Big & small                  | Ketnet BBC Treehouse                   |
| Samson en Gert               | Ketnet Z@ppelin - TROS Club RTL        |
| Kabouter Plop                | vtm Z@ppelin - TROS Club RTL           |
| Wizzy & Woppy                | Ketnet Z@ppelin - TROS                 |
| Big & Betsy                  | vtm Z@ppelin - TROS                    |
| Florries's Dragons           | Playhouse Disney                       |
| Piet Piraat                  | Ketnet Z@ppelin - TROS Club RTL        |
| Spring                       | Ketnet                                 |
| Zeke's Pad                   | Seven Network YTV ZDF                  |
| Ba-ba                        | TV3                                    |
| Bumba                        | Ketnet Z@ppelin - TROS Club RTL Junior |
| Master Raindrop              | Seven Network                          |
| Topstars                     | Z@PP - TROS                            |
| Leon (La serie Animada 2009) | Disney Channel                         |
| Vicky the Viking             | Junior                                 |
| Staines Down Drains          | TVNZ                                   |
| Plopsa                       | Club RTL                               |
| Kerwhizz                     | CBeebies                               |
| Maya the Bee                 | Rai Due                                |
| House of Anubis              | Nickelodeon                            |

### Musicales
| Nombre                                    | Bélgica 1.ª versión | Países Bajos 1.ª versión | Bélgica 2.ª versión | Países Bajos 2.ª versión |
| ----------------------------------------- | ------------------- | ------------------------ | ------------------- | ------------------------ |
| Snow White (Sneeuwwitje)                  | 1998                | 2001-2002                | 2005                | N/A                      |
| Cinderella (Assepoester)                  | 1999                | N/A                      | N/A                 | N/A                      |
| Pinocho (Pinokkio)                        | 2000                | 2000                     | 2006                | 2008                     |
| Robin Hood                                | 2001                | N/A                      | N/A                 | N/A                      |
| La Bella Durmiente (Doornroosje)          | 2002                | 2002                     | N/A                 | 2003-2004                |
| Los Tres Cochinitos (De Drie Biggetjes)   | 2003                | 2007                     | 2007                | N/A                      |
| The Little Mermaid (De Kleine Zeemeermin) | 2004                | 2004-2005                | N/A                 | N/A                      |
| Daens                                     | 2008                | N/A                      | N/A                 | N/A                      |
| Alice in Wonderland                       | 2011                | 2011                     | N/A                 | N/A                      |

### Conjuntos musicales
- Bo en Monica
- K3
- Kabouter Plop
- Samson en Gert
- Spring (descontinuado)
- Pym Symoens
- The 6-teens (descontinuado)
- Topstars (descontinuado)
- Wir 3

### Parques de atracciones
- Holiday Park
- Plopsaland
- Plopsa Coo
- Plopsa Indoor Coevorden
- Plopsa Indoor Hasselt